# Valkealampi (sjö i Juga, Norra Karelen, 63,18 N, 29,11 Ö)
Valkealampi är en sjö i kommunen Juga i landskapet Norra Karelen i Finland. Arean är 34 hektar och strandlinjen är 3,52 kilometer lång.  Den  ingår i Vuoksens huvudavrinningsområde.  Sjön ligger omkring 72 kilometer nordväst om Joensuu och omkring 400 kilometer nordöst om Helsingfors. 
I sjön finns ön Kuppisaari. Söder om Valkealampi ligger Juuanvaara. 